# Вольфганг Шюссель
Вольфганг Шюссель (нім. Wolfgang Schüssel; народився 7 червня 1945, Відень) — австрійський політик християнсько-демократичної спрямованості, Федеральний канцлер Австрії з 7 червня 2000 до 11 січня 2007.

## Коротка біографія
- У 1968–1975 — секретар парламентської групи Австрійської Народної партії.
- 24 квітня 1989 став міністром економічних справ у коаліційному уряді АНП й СПА, який очолював лідер останньої Франц Враніцкі.
- 22 квітня 1995 Шюссель був обраний лідером АНП, й 4 травня став віце-канцлером та міністром закордонних справ, зберігши ці пости й у наступному уряді Віктора Кліми.
- Після парламентських виборів 1999 року Шюссель сформував уряд разом з націоналістичною АПС, яку очолював Йорг Гайдер, що спричинило широкий резонанс в Європі.
- 2000 року став першим Федеральним канцлером від АНП за 30 років.

За підсумками розгромних для АПС парламентських виборів 2003 року АНП зміцнила свої позиції в уряді. Після розколу АПС у квітні 2005 Шюссель сформував уряд з гайдерівською BZÖ. У 2006 році в країні відбулись чергові парламентські вибори, а 31 грудня того ж року померла міністр внутрішніх справ Лізе Прокоп, в результаті чого 3 січня 2007 Шюссель склав присягу як її наступник. 11 січня було сформовано уряд великої коаліції СПА і АНП, який очолив соціаліст Альфред Гузенбауер. Шюссель того ж року пішов у відставку з посту лідера АНП, а його наступником й новим віце-канцлером став Вільгельм Мольтерер. Шюссель залишився депутатом Національної ради, де з 2006 року керує парламентською групою АНП.
У першій половині 2006 року Шюссель був головою ЄС.